# أولغا ماسليفيتس
أولغا ماسليفيتس (بالأوكرانية: Ольга Вікторівна Маслівець)‏ (بالأوكرانية: Ольга Вікторівна Маслівець) وهيَ مُتسابقة رُكوب قوارب شراعية أُوكرانية. وُلدت أولغا في 23 يونيو 1978 في مَدينة ترنوبل الأُوكرانية.
شارَكت أولغا في دَورة الألعاب الأولمبية لإربع مرات (2000 وَ2004 وَ2008 وَ2012)، وكانَت أفضل دَورة لَها في عام 2012 عِندما جاءت في المَرتبة الرابِعة.

## المَراجع
1. ↑  "London 2012 - Sailing - Women's RS-X". www.olympic.org. IOC. مؤرشف من الأصل في 2016-05-08. اطلع عليه بتاريخ 2014-10-17.

## روابط خارجية
- أولغا ماسليفيتس على موقع أوليمبيديا (الإنجليزية)